# Margus Lattik

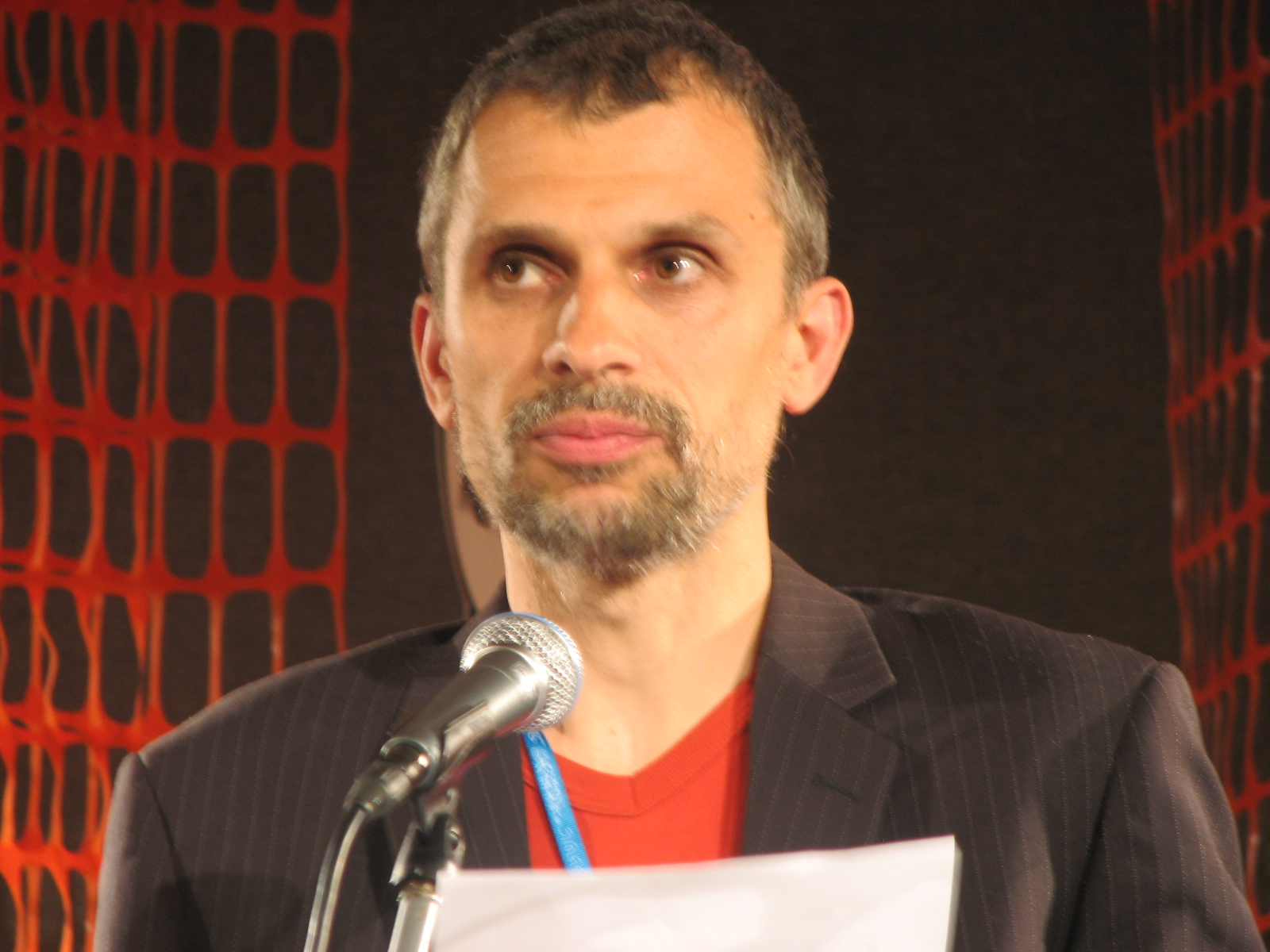
Margus Lattik 2011

Margus Lattik (Pseudonym Mathura, * 7. November 1973 in Tallinn) ist ein estnischer Schriftsteller und Künstler.

## Leben
Lattik ging in Tallinn zur Schule und studierte anschließend an der Universität Tartu englische Philologie. Derzeit forscht er zum Postkolonialismus am Beispiel des Werkes von Derek Walcott, das er in einem Aufsatz mit dem Œuvre von Jaan Kaplinski verglichen hat.
Zwischen 2000 und 2003 hielt sich Lattik insgesamt über ein Jahr in Indien auf, unter anderem am Vrindavan Institute for Higher Education in Vrindavan, das ca. 8 Kilometer nördlich der Stadt Mathura liegt, die für sein literarisches Pseudonym sorgte. Er war lange Zeit in der Hare-Krishna-Bewegung in Estland aktiv, hat sich aber mittlerweile aus der Organisation zurückgezogen.
Margus Lattik ist seit 2005 Mitglied des Estnischen Schriftstellerverbands.

## Werk
Lattik debütierte mit Gedichten Ende der 1990er-Jahre im Rahmen der literarischen Gruppe „Erakkond“, der unter anderem auch Kristiina Ehin, Mehis Heinsaar, Kalju Kruusa, Aare Pilv und Berk Vaher angehörten. Seinen ersten Gedichtband legte er 2001 vor. Dessen Lyrik war teilweise noch stark geprägt von der Krishna-Bewegung, und die Kritik konstatierte: „Das für eine östliche Lebensauffassung so charakteristische Streben nach Selbstlosigkeit trifft hier auf ein westlich geschultes Gehirn…“
Seine spätere Dichtung wurde bisweilen in die Nähe des Existentialismus gerückt, wobei auch auf Søren Kierkegaard verwiesen wurde. Allgemeiner betrachtet kann seine Dichtung jedoch als Naturlyrik bezeichnet werden, und er gilt mittlerweile als „Vertreter einer Dichtung mit nachdenklichem, introspektivem Unterton.“
Lattik ist auch als Maler tätig, was insbesondere in seinem Gedichtband von 2013, Unter der Hand wogender Strich, deutlich wird, dessen Gedichte ihren Anstoß häufig aus der bildenden Kunst bekommen haben. Ferner übersetzt er aus dem Englischen (u. a. Derek Walcott) und Hindi (beispielsweise Kabir und Mirabai). Außerdem ist Lattik auch als Verfasser von Songtexten bekannt, wobei er neben estnischen Liedern auch englischsprachige Texte schreibt.
2016 überraschte Lattik mit seinem ersten Roman, den der Autor selbst lieber als ein in die Länge gezogenes Gedicht bezeichnete.

## Auszeichnungen
- 2014 Gustav-Suits-Preis
- 2017 Virumaa-Literaturpreis

## Bibliografie
- Poeesia valgel taustal ('Poesie vor weißem Hintergrund'). Tartu: Erakkond 2001. 63 S.
- Sõstramesi ('Johannisbeernektar'). Külaküla: Erakkond 2003. 44 S.
- Kaks tuulehoogu ('Zwei Windstöße'). Rapla, Ristna: Erakkond 2004. 68 S.
- Kohalolu ('Anwesenheit'). Rapla: Allikaäärne 2006. 72 S.
- (gemeinsam mit Kaido Kirikmäe): Külaturul paadisadama ääres ('Auf dem Dorfmarkt am Bootshafen'). Gedicht-CD. s. l.: Allikaäärne 2007.
- Inimene on rohi ('Der Mensch ist Medizin'). Lelle: Allikaäärne 2008. 89 S.
- Luuletused Atitlani järvelt ('Gedichte vom Atitlán'). s. l.: Allikaäärne 2008. 61 S.
- Kumalasepäev ('Tag der Hummel'). s. l.: Allikaäärne 2012. 96 S.
  - Finnische Übersetzung. Kimalaispäivä. Kääntäjä Katja Meriluoto. Helsinki: Basam Books 2015. 70 S.
- Käe all voogav joon ('Unter der Hand wogender Strich'). s. l.: Alliaäärne 2013. 80 S.
- Jääminek ('Eisgang'). s. l.: Allikaäärne 2016. 94 S.